# Huest

Huest este o comună în departamentul Eure, Franța. În 1 ianuarie 2022 avea o populație de 776 de locuitori.